# Mickey Champion
Mickey Champion (* 9. April 1925 in Lake Charles, Louisiana; † 24. November 2014 in Los Angeles, Kalifornien) war eine US-amerikanische Sängerin des Rhythm and Blues und West Coast Blues.

## Leben
Champion wurde in den frühen 1940er-Jahren in der R&B-Szene von Los Angeles bekannt, als sie mit ihrer tiefen Stimme sowohl Jump-Blues-Nummern als auch Balladen im Stil von Dinah Washington sang. 1950 holte sie Johnny Otis als Ersatz für Esther Phillips in seine Tournee-Show. Anschließend strebte sie eine Solokarriere an und arbeitete mit Musikern wie Red Callender, Chico Hamilton, Ben Webster, Jimmy Witherspoon, T-Bone Walker und Roy Milton („R. M. Blues“), den sie Mitte der 1950er-Jahre heiratete. Mit Milton nahm sie 1955 für Dootone Records („I’m a Woman“) und King Records auf („You’re Gonna Suffer“). Nachdem sie noch Anfang der 1960er-Jahre Gelegenheit für einige Aufnahmen hatte, geriet sie in den folgenden Jahren in Vergessenheit und arbeitete als Köchin in öffentlichen Schulen. Erst 2000 spielte sie ein Album unter eigenem Namen ein, I Am Your Living Legend!, gefolgt von What You Want (2003) auf Tondef Records. Ihr Leben wurde in dem Dokumentarfilm Champion Blues dargestellt; 2008 veröffentlichte Ace Records ihre Singles aus den 1950er- und 1960ern wieder.

## Diskografie
- Bam-A-Lam – The R&B Recordings: 1950–1962 (Ace, 2008)